# Wali (Algérie)
Pour les articles homonymes, voir Wali.
 (février 2020).
Si vous disposez d'ouvrages ou d'articles de référence ou si vous connaissez des sites web de qualité traitant du thème abordé ici, merci de compléter l'article en donnant les références utiles à sa vérifiabilité et en les liant à la section « Notes et références ».
Le wali est un haut fonctionnaire dont la fonction est définie par la Constitution algérienne. 
Le wali est la représentation de l'État au niveau d'une wilaya. Il est chargé de la mise en œuvre des politiques publiques, son rôle devint l'organe de coordination des services de l'État et des politiques de l'État. Il a le pouvoir de contrôle de légalité des actes administratifs établis par les pouvoirs publics.
Il existe des walis délégués auprès d'autres Walis.

## Statut

### Nomination
Un wali est nommé dans chaque wilaya par décret signé du président de la République. Il peut être muté d'office ou révoqué de manière discrétionnaire.
Les walis sont généralement passés par l'ENA. Mais le président de la République a un pouvoir discrétionnaire en ce domaine, et il peut nommer un wali selon des critères de son choix.

### Obligations
Le wali se doit de garder une neutralité politique absolue et d'appliquer la politique du Gouvernement en place sans exprimer ses propres opinions.
Ainsi, il ne peut pas appartenir à un syndicat ni faire grève. Il ne peut pas être en même temps élu local ou parlementaire. Pendant les campagnes électorales, il a une obligation de réserve et doit à ce titre, s'abstenir de participer à toute manifestation publique. 
Le wali se doit également d’être en disponibilité permanente, ce qui constitue une des grandes obligations liées à sa fonction. Il ne peut ainsi quitter sa wilaya que sur autorisation du ministère.

## Missions
Le wali symbolise la présence et la continuité de l'État dans la wilaya. Ses missions sont définies par la constitution, son rôle consiste à :
- Veiller au maintien de l'ordre public et à la sécurité des personnes et des biens. Le wali a pour charge d'assurer la sécurité de ses concitoyens, notamment en traitant les situations d'urgence, en établissant des plans de protection des populations contre les catastrophes naturelles.
- Veiller à la santé environnementale de sa wilaya en contrôlant l’installation des industries dangereuses ou polluantes et la délivrance des permis de construire (bien qu’il n’en ait pas la charge exclusive). Il doit veiller aussi au respect du patrimoine culturel de la wilaya et protéger les monuments historiques et les sites remarquables.
- Permettre l'exercice des droits et des libertés des citoyens. Il organise les élections et veille à leur bon déroulement.
- Contrôler la légalité des actes des collectivités locales. Il se doit de vérifier l’application des lois en vigueur et des nouvelles lois.
- Mettre en œuvre et coordonner à l'échelon local les politiques du Gouvernement : emploi, aménagement du territoire, développement économique...
- Gérer et répartir les dotations et subventions de l'État à l'échelon local.

Il délègue cependant une partie de son pouvoir à plusieurs collaborateurs immédiats : 
- le secrétaire général qui est chargé de le remplacer en cas d'absence[2].
- un directeur de cabinet chargé plus particulièrement des questions de sécurité et des affaires politiques.

## Attributions et pouvoirs
Le wali possède des pouvoirs nombreux car l'État lui délègue de droit son autorité. Il représente l'ensemble du gouvernement dans la wilaya.

### Attributions politiques
Il est le représentant du gouvernement. Il doit notamment l'informer sur la situation dans la wilaya. Il doit aussi informer et expliquer aux citoyens de sa wilaya les actions du gouvernement ainsi que les textes de lois, décrets...

### Attributions administratives
- Il dirige les administrations civiles de l'État dans la wilaya. Il assure le contrôle administratif de la wilaya, des communes et des établissements publics. Il a autorité sur un chef de service déconcentré des administrations civiles de l'État. Le trésorier lui fournit les informations nécessaires au service de la gestion des crédits des administrations civiles. Il fait un compte-rendu sur l'utilisation des crédits de l'État chaque année.

- Seul le wali peut recevoir les délégations de ministre. En somme les pouvoirs de décision relevant de l'État concernant la préparation et l'exécution des opérations d'intérêt wiliyale ne sont attribués qu'au wali.
- Il met en œuvre les politiques nationales.
- Le wali est responsable de l’exécution des dépenses de l'État.
- Il est responsable de la gestion du patrimoine immobilier et des matériels de l'État qui sont placés sous son autorité.
- Le wali peut désigner un chef de projet chargé d’animer et de coordonner la mise en œuvre d'une politique commune pour des services. Le responsable du service est placé sous l'autorité fonctionnelle de chaque wali pour lequel il exerce des missions. À ce titre, chaque wali peut déléguer sa signature à ce responsable ainsi qu’à ses subordonnés dans les matières relevant de leurs attributions. En cas d'absence le wali est remplacé de droit par le secrétaire général de la wilaya.
- Pour les commandants de groupement de gendarmerie, le wali leur adresse annuellement une évaluation.